# La Nena de Argentina
La Nena de Argentina (estilizado en mayúsculas) es el segundo álbum de estudio de la cantante y compositora argentina María Becerra, lanzado mundialmente el 8 de diciembre de 2022 a través de 300 Entertainment. Para su grabación, la cantante trabajó en conjunto con Big One, con quien ya había trabajado en sus anteriores trabajos 222 (2019) y Animal (2021), así como con Nico Cotton y Xross.

## Antecedentes y composición
Luego del lanzamiento de Animal (2021), Becerra se embarcó en su primera gira musical como solista, Animal Tour, a fin de promover el álbum alrededor del mundo. Poco después del inicio de la segunda parte del recorrido en enero de 2022, Becerra ofreció varias entrevistas donde confirmó que había comenzado a trabajar en las sesiones de grabación para su próximo álbum y, allí también adelantó que el mismo sería lanzado en 2022. En una entrevista para Javier Poza en fórmula el 27 de abril de 2022, Becerra aseguró que el álbum estaría compuesto por los géneros bachata, reggaeton old school, balada y una guaracha. También expresó: «Este álbum es muy diferente a ‘Animal’, siento que estoy más madura en las formas de escribir, en la forma en la que veo las cosas y cuento las historias. Realmente mi idea es tener muchos géneros, quiero ser una artista que haga todo tipo de géneros y caracterizarme por eso». Al día siguiente, Becerra develó mediante su cuenta oficial de Twitter el título del álbum, La nena de Argentina.
Posteriormente, en una entrevista para Los 40 Urban en noviembre de 2022, Becerra adelantó que La nena de Argentina no incluiría colaboraciones, a diferencia de su trabajo anterior. Sin embargo, confirmó que contará con la participación de su hermana Ailin Becerra. Asimismo, contó que su segundo disco estaría formado por un total de 14 canciones, incluyendo los dos sencillos «Ojalá» y «Automático», los cuales fueron oficialmente publicados en junio y septiembre del mismo año. El 17 de ese mes, Becerra anunció mediante sus redes sociales que el álbum sería lanzado oficialmente el 8 de diciembre de 2022.
A tres días del lanzamiento, Becerra dio a conocer a través de su cuenta de Instagram la lista oficial de canciones que contendrá su segundo disco, la cual finalmente estaría conformado por un total de 12 temas, junto con un video corto donde se puede ver atascada en un congestionamiento gigante e interminable de autos, mientras está acompañada de dos amigas. Allí una de ellas le dice que ponga algo en la radio y comienza a sonar sus temas «Ojalá» y «Automático», pero cambia de señal, quedándose pegada en lo que será un próximo estreno del álbum y poniendo a todas las personas a bailar fuera de sus vehículos.

## Contenido

### Título y portada
El 28 de abril de 2022, Becerra develó mediante su cuenta oficial de Twitter el título del álbum, La Nena de Argentina. De acuerdo con una entrevista para Viva Latino, la cantante explicó que el nombre del álbum es una referencia directa a su apodo, que adoptó después de un latiguillo que ella misma grabó para «Animal», sencillo de su anterior álbum homónimo, el cual contó con la participación de Cazzu y, que luego, decidió incluirlo en todas sus canciones y usar la famosa frase como título de su segundo álbum. Sin embargo, aclaró que ella al final de la canción dijo «las nenas de Argentina», y que la gente entendió «la nena» en singular. A pesar de ello, su público continuó llamándola así; también expresó y sostuvo nunca iba a dejar de usarlo «porque ya forman parte de mi identidad, es como un sello». En una entrevista para el periódico Perfil, Becerra explicó más detalladamente el significado del título:

[La nena de Argentina] es un nombre muy potente. Cualquier persona de cualquier lado que lo vaya a escuchar, sabe que soy de Argentina, sabe que la música está hecha por productores en Argentina, todos los videos, el estilismo, todo es hecho por gente de mi país y siento que es un proyecto hermoso, super rico en un montón de cosas y estoy muy orgullosa que lo hayamos hecho todo acá. Eso es lo que me parece importante, representar en otros países que lo nuestro, lo de nuestro país, es de calidad, que hay gente con mucho talento acá en Argentina y está bueno que el mundo lo conozca.

El 28 de noviembre de 2022, Becerra reveló por medio de sus redes sociales la portada oficial del álbum junto a la fecha y hora de lanzamiento. En ella, se la puede ver a Becerra sentada en el asiento del copiloto de un coche de los años ochenta.

### Contenido musical
La Nena de Argentina contiene géneros como el reguetón old school, pop latino, cumbia, bachata, trap latino, guaracha y balada. Contiene 13 canciones, la última es considerada un bonus track ya que es una canción muy personal. 
El disco empieza con «Perreo furioso», una canción de reguetón el cual habla sobre un encuentro típico en la discoteca. Sigue con «Automático», una canción que es también del género reguetón, pero es de la «vieja escuela». Líricamente, habla de un multiverso creado dentro de un auto donde todo puede suceder entre una relación amorosa que no puede llegar a resistirse a llegar al destino para hacerse todo. Después, sigue con «Cuando hacemos el amor», una balada con elementos de trap latino que describe las emociones que experimentan las personas cuando están con su interés amoroso y que pueden ser cada vez más intensas. Líricamente, habla de un amor tan especial que conmueve.
Luego, el álbum sigue con «Ojalá», una canción del género reguetón que habla de una ruptura amorosa muy dolorosa causada por una infidelidad, su superación y disfrutar de la soltería y con sus amigas. Sigue con «Adiós», una canción de cumbia con elementos de reguetón, pero unos días después, fue lanzada una versión con la banda argentina Ráfaga, la cual versión es únicamente cumbia. Considerada como la «cumbia del adiós», es un homenaje a la cumbia tradicional, y según Becerra, es un homenaje a sus referentes más importantes del género, Selena y Gilda. Después, sigue con «Hasta que la muerte nos separe», el cual es una bachata que cuenta la historia de una relación que mantiene un vínculo a distancia hasta que por fin se conocen y descubren que estarán juntos para siempre hasta su muerte.
La séptima canción, «Doble vida», es una balada pop que habla de una mujer que es amante de un hombre que tiene otra mujer; ella está enamorada, y sufre mucho hasta que entiende que ese amor nunca sucederá. Está guíada por el sonido de una guitarra acústica. El disco sigue con «Inspiradora», una canción de reguetón que habla de una persona que canta a una mujer a la que perdió porque no le daba la importancia que le merecía, y ahora, vuelve para dejar en claro que no la olvidó ni la puede soltarla. Después, sigue con «Mandamientos», un tema experimental y «agresiva», con «guiños al dembow» y es muy diferente a lo que la artista suele hacer.
Sigue con «Pídelo», una canción de tensión sexual el cual líricamente habla sobre un pedido desesperado de amor, de sentir al otro, su cariño y su cuerpo. La decimoprimera canción, «Nunca pasará», con clave de electropop, es sobre dos mejores amigos entre los que el amor no tendrá lugar, a pesar de que una de las partes se confunda. Termina con la pista homónima, una canción de reguetón el cual surgió la idea de describir su alter ego, La Nena de Argentina. Es su personalidad en la que ella adoptó como artista y la define ya que ella ama a su país (Argentina) y ella quiere que todo el mundo sepa que es argentina. El disco contiene un bonus track llamado «Desafiando el destino», el cual es una balada pop en la que la escribió para sus padres Pedro Becerra e Irene Aletti. Becerra la considera como «una carta con la que pretende revelarse contra el destino; cuando se trata de la gente de que ella ama, contra lo que es natural, el paso de la vida y el paso de los años».
De las canciones, sólo «Ojalá», «Automático», «Adiós», «La nena de Argentina» y el bonus track «Desafiando el destino» fueron lanzados como sencillos. El tercero no contó con un videoclip, sin embargo, se lanzó una versión con la banda argentina Ráfaga.

## Recepción

### Comentarios de la crítica
La nena de Argentina obtuvo una recepción favorable por parte de los críticos de la música contemporánea. Tomas Mier de Rolling Stone describió al álbum como «un LP diverso que muestra el paladar sonoro diverso del músico y la composición de canciones madura y centrada en los detalles». Jordi Bardají, de Jenesaispop, le otorgó una puntuación de 6.5/10 estrellas y lo describió como «un disco de pop funcional»; aunque también añadió que «a nivel creativo no aporta novedades, pero es entretenido». Por otro lado, Alba Navarro de Los 40, lo señaló como uno de los mejores disco del 2022 y añadió que: «con este lanzamiento, la argentina ha demostrado su habilidad dentro de la industria no solo urbana, sino musical al completo».
| Publicación | Reconocimiento              | Posición | Ref.   |
| ----------- | --------------------------- | -------- | ------ |
| Los 40      | Los mejores discos del 2022 | N/A      | [ 20 ] |

### Desempeño comercial
La nena de Argentina, luego de su lanzamiento, logró ubicarse como el séptimo álbum más reproducido en los Estados Unidos y el quinto a nivel global en la lista de los mejores álbumes debut de la semana de Spotify, respectivamente.

## Promoción
El 15 de diciembre de 2022, Becerra realizó una transmisión en vivo de casi siete horas a través de YouTube, Twitch, TikTok e Instagram donde promocionó el lanzamiento de La nena de Argentina. Durante la transmisión, además de comentar y reaccionar a cada uno de los temas del disco, llevó adelante varias actividades junto a invitados especiales. Realizó una receta de chipa vegano, jugó a un pictionary musical y registró un pequeño video para «Adiós», en el que contó con la colaboración de sus fanes, entre otras actividades. Los productores del disco, Nico Cotton y Xross, también fueron parte de la transmisión, junto a este último la cantante realizó una sesión en vivo del tema inédito «Agora».

## Lista de canciones
- Edición estándar

| La nena de Argentina |                                  |                             |               |          |  |
| N.º                  | Título                           | Escritor(es)                | Productor(es) | Duración |  |
| 1.                   | «Perreo furioso»                 | María Becerra Xavier Rosero | Nico Cotton   | 2:32     |  |
| 2.                   | «Automático»                     | Becerra                     | Cotton        | 2:55     |  |
| 3.                   | «Cuando hacemos el amor»         | Becerra Nico Cotton         | Cotton        | 3:34     |  |
| 4.                   | «Ojalá»                          | Becerra Daniela Ismael Real | Big One       | 2:40     |  |
| 5.                   | «Adiós»                          | Becerra Cotton              | Cotton        | 2:40     |  |
| 6.                   | «Hasta que la muerte nos separe» | Becerra Rosero              | Xross         | 3:27     |  |
| 7.                   | «Doble vida»                     | Becerra Rosero              | Xross         | 3:01     |  |
| 8.                   | «Inspiradora»                    | Becerra Cotton              | Cotton        | 3:00     |  |
| 9.                   | «Pídelo»                         | Becerra Rosero              | Xross         | 2:49     |  |
| 10.                  | «Mandamientos»                   | Becerra Rosero              | Xross         | 2:22     |  |
| 11.                  | «Nunca pasará»                   | Becerra Rosero              | Cotton        | 2:53     |  |
| 12.                  | «La nena de Argentina»           | Becerra Cotton              | Cotton        | 2:31     |  |
| 34:29                |                                  |                             |               |          |  |

- Bonus Track

| N.º   | Título                  | Escritor(es)   | Productor(es) | Duración |  |
| 13.   | «Desafiando el destino» | Becerra Cotton | Cotton        | 3:12     |  |
| 37:42 |                         |                |               |          |  |

Notas
- Todas las canciones están escritas en mayúsculas.

## Créditos y personal
Intérpretes y músicos
- María Becerra: voz
- Ailín Becerra: coros
- Xross: bajo y guitarra
- Damián Mahler: director de orquesta

Composición y producción
- María Becerra: composición, letrista
- Xavier Rosero: composición
- Daniel Ismael Real: composición
- Nico Cotton: composición, producción, arreglista
- Big One: producción
- Xross: producción, arreglista
- Geoff Ogunlesi: dirección de A&R
- Jeylina Burgos: dirección de A&R
- Chris Galland: ingeniería de mezcla
- Anthony Vilchis: ingeniería de mezcla (asistencia)
- Ramiro Fernández-Seoane: ingeniería de mezcla (asistencia)
- Trey Station: ingeniería de mezcla (asistencia)
- Zach Pereyra: ingeniería de mezcla (asistencia)
- Emerson Mancini: masterización
- Alfredo Matheus: mezcla
- Manny Marroquin: mezcla
- Mosty: mezcla

Créditos adaptados de Jaxsta y Tilda.

## Posicionamiento en listas
| País (Lista 2022)   | Posición más alta |
| ------------------- | ----------------- |
| España (PROMUSICAE) | 34                |

## Premios y nominaciones
| Año  | Premio                   | Categoría                        | Resultado | Ref(s). |
| ---- | ------------------------ | -------------------------------- | --------- | ------- |
| 2023 | Premios Carlos Gardel    | Mejor álbum de música urbana     | Nominado  | [ 26 ]  |
| 2023 | Premios Carlos Gardel    | Álbum del año                    | Nominado  | [ 26 ]  |
| 2023 | Premios Tu Música Urbano | Álbum del año — artista femenino | Nominado  | [ 27 ]  |
| 2023 | Premios Juventud         | Mejor álbum urbano femenina      | Nominado  | [ 28 ]  |

## Historial de lanzamientos
| País      | Fecha                   | Formato(s)                 | Edición  | Sello(s) discográfico(s) | Ref.          |
| --------- | ----------------------- | -------------------------- | -------- | ------------------------ | ------------- |
| Varios    | 8 de diciembre de 2022  | Descarga digital streaming | Estándar | 300 Entertainment        | [ 29 ]        |
| Argentina | 23 de diciembre de 2023 | Disco de vinilo            | Estándar | 300 Entertainment        | [ 30 ] [ 31 ] |